# كايو فرناندو آبرو
كايو فرناندو آبرو (بالإنجليزية: Caio Fernando Abreu)‏ (12 سبتمبر 1948 في البرازيل - 25 فبراير 1996، بورتو أليغري في البرازيل)؛ مؤلِّف، كاتب مسرحي، صحفي وروائي برازيلي.

## روابط خارجية
- كايو فرناندو آبرو على موقع IMDb (الإنجليزية)
- كايو فرناندو آبرو على موقع قاعدة بيانات الفيلم (الإنجليزية)